# Ed Brown
Edward "Ed" M. Brown (Denver, Colorado, 18 januari 1963) is een Amerikaans ondernemer en autocoureur. In 2016 won hij zowel de 24 uur van Daytona en de 12 uur van Sebring.

## Carrière
Brown was tussen 2000 en 2018 de bestuursvoorzitter van het tequilamerk Patrón. In 2008 maakte hij daarnaast zijn autosportdebuut in de IMSA Porsche GT3 Cup Challenge, waarin hij voor Orbit Racing op plaats 25 in het klassement eindigde. In 2009 werd hij officieel gesponsord door Patrón en verbeterde hij zichzelf naar de zestiende plaats in de eindstand. Dat jaar werd hij tevens vijfde in de Challenge-klasse van de American Le Mans Series.
In 2010 richtte Brown, samen met Scott Sharp, het team Extreme Speed Motorsports op. Hij reed samen met Guy Cosmo voor dit team in de GT-klasse van de American Le Mans Series (ALMS). Een zesde plaats tijdens de 12 uur van Sebring was zijn beste klassering en hij werd dertiende in het kampioenschap. In 2011 had hij verschillende teamgenoten en werd hij twintigste in de eindstand. Verder reed hij dat jaar een race in de Continental Tire Sports Car Challenge voor BGB Motorsports. In 2012 was Cosmo voor het grootste deel van het seizoen weer zijn teamgenoot en werd hij vijftiende. Tevens reed hij in twee races van zowel de Rolex Sports Car Series en de Noord-Amerikaanse Ferrari Challenge.

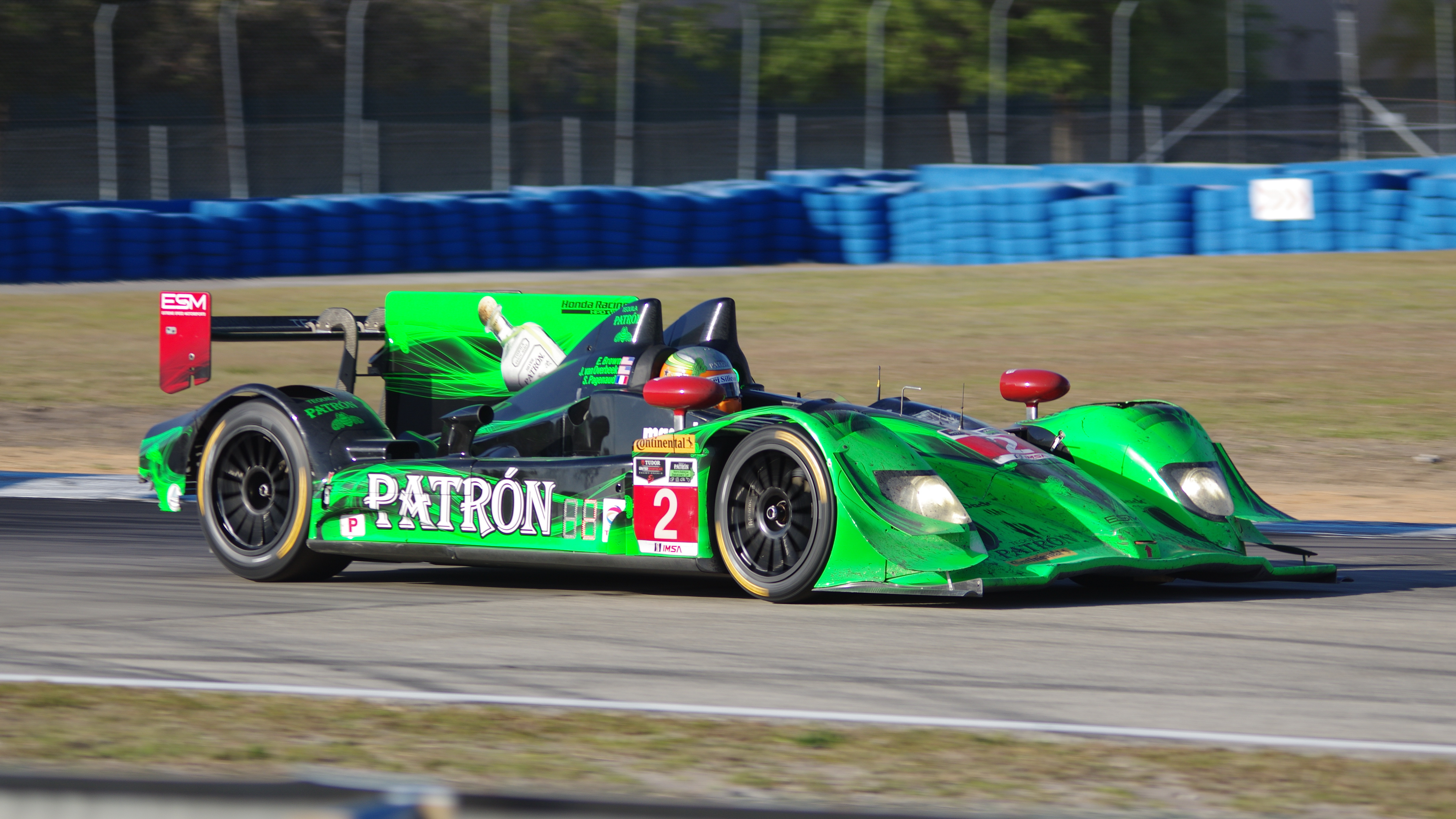
Ed Brown tijdens de 12 uur van Sebring in 12 uur van Sebring 2014.

In 2013 stapten Brown en Extreme Speed Motorsports binnen de ALMS over naar de LMP2-klasse. Johannes van Overbeek werd dit jaar de teamgenoot van Brown, en het duo werd zevende in de klasse. Daarnaast reed hij in een race van de Rolex Sports Car Series en drie races van het Cooper Tires Prototype Lites Championship. In 2014 werden de ALMS en de Rolex Sports Car Series samengevoegd tot het United SportsCar Championship, waarin Brown en Van Overbeek in de Prototype-klasse uitkwamen. Het duo won een race op Laguna Seca en werd achtste in de eindstand. Ook reed Brown in de IMSA Cooper Tires Prototype Lites en reed hij twee races als gastcoureur in de LMP2-klasse van het FIA World Endurance Championship (WEC).
In 2015 reed Brown een volledig seizoen in het WEC. Samen met Van Overbeek en Jon Fogarty nam hij voor Extreme Speed Motorsports deel aan de LMP2-klasse, alhoewel Van Overbeek in de seizoensopener werd vervangen door David Brabham. Het trio werd achtste in het klassement voor de teams, met een vierde plaats in de 24 uur van Le Mans als beste resultaat. Ook reed Brown met Fogarty en Van Overbeek in zowel de 24 uur van Daytona als de 12 uur van Sebring, maar viel hier in beide races uit.
In 2016 begon Brown het seizoen in de 24 uur van Daytona en de 12 uur van Sebring. Samen met Van Overbeek, Scott Sharp en Pipo Derani zegevierde hij in beide races. Vervolgens reed hij met Van Overbeek en Sharp in de eerste zes races van het WEC, met een vijfde plaats op het Circuit de Spa-Francorchamps als beste resultaat. Hierna werd dit trio vervangen door Antonio Giovinazzi, Sean Gelael en Giedo van der Garde. De coureurs werden gezamenlijk vijfde in de eindstand. In 2017 reed Brown met Van Overbeek in de eerste vijf races van het IMSA SportsCar Championship, voordat hij stopte als coureur. Eind 2018 werd Extreme Speed Motorsports ook opgedoekt nadat Patrón bekend had gemaakt te stoppen met het sponsoren van de autosport.